# Au Pauvre Diable
Au Pauvre Diable is een voormalig warenhuis aan  de Rue de la Liberté 51 in de stad Dijon.

## Geschiedenis
Het bedrijf Au Pauvre Diable werd aan het begin van de 19e eeuw, in 1831, opgericht door Eugène Carion. Het pand werd in 1875 overgenomen door Georges Gérault, een voormalige afdelingsmanager van het Parijse warenhuis Printemps, die huwde met de dochter van de voormalige eigenaar. Tijdens de verbreding van de Rue de la Liberté bouwde de firma Pouletty in 1924 het huidige pand met zijn hoektoren in art-decostijl, naar een ontwerp van architect Emile Robert. Op de gevel is het motto van de winkel te lezen "omnia labore", wat betekent "Alles wordt verkregen door te werken". De naam van het bedrijf, sloot aan bij die van de tijd: Au quat'sous, Au Gagne Petit, was gericht op een minder fortuinlijke clientèle. In de jaren 1920 was de "arme duivel" het grootste warenhuis in de regio.
Het warenhuis was succesvol en Georges Gérault breidde het warenhuis uit tot aan zijn dood in 1924 door naburige gebouwen te kopen. Na zijn dood liet hij het bedrijf aan zijn twee zonen na. Het warenhuis sloot zijn deuren in 1999 en werd vervolgens gekocht door het confectiekledingmerk H&M.

## Architectuur
Twee delen van het gebouw, die een halve eeuw na eenander zijn gebouwd, zijn nog steeds herkenbaar. Het oorspronkelijke deel heeft een verfijnde stijl. Het recentere gedeelte met zijn ronding met daarboven een disproportionele koepel, bekleed met leisteen, versierd met een oeil de boeuf en bekroond met een pinakel met vier oculussen is typerend voor de Art Deco-stijl en geïnspireerd op de Bon Marché de Paris. In het interieur is dit terug te vinden aan de balkons en het smeedwerk dat ook te zien is in de film Vaudeville.

## Film
De film Vaudeville, met in de hoofdrol Guy Marchand en Marie-Christine Barrault, werd in 1985 gedeeltelijk opgenomen in Dijon, voornamelijk in de winkels Au Pauvre Diable en de Galeries Lafayette.